# ティム・ランケスター
ティム・ランケスター、(Sir Tim Lankester, KCB)（1942年4月15日－）は、オックスフォード大学コーパス・クリスティ・カレッジの学長を務めた。ロンドン衛生熱帯医薬学校の理事会の議長であり、カタールのジョージタウン大学外国校の合同諮問委員会の委員を務めている。

## 経歴
モンクトン・コンベ・スクールにて学ぶ。
ヴォランタリ・サーヴィス・オーヴァシーズ (Voluntary Service Overseas、「海外無償奉仕」、国際発展のための慈善事業。) を1960年から61年にかけてイギリス領ホンジュラスで終えた後、ケンブリッジのセント・ジョンズ・カレッジを修了（経済学学士、ケンブリッジ修士、名誉研究員）、その後イェール大学で修士課程を修了。
世界銀行に勤務する。最初の勤務地はアメリカ、ワシントンだった。次に、1970年から73年までニュー・デリーで勤務。その後、1973年から1995年まで、イギリスの公務員として働く。1989年から1994年まで、ランケスターは海外開発局で常任秘書として勤務する。教育省で臨時採用職員として勤めた後、公務員生活を辞める。
1994年、バス勲章を授与される。
1996年から2000年にかけて、ロンドン大学の東洋アフリカ研究学院の理事及び所長となり、2002年には名誉研究員となる。
2001年、オックスフォード大学コーパス・クリスティ・カレッジの学長となり、2009年に引退する。

## 出版物
- Lankester, T. (2013). The politics and economics of Britain's foreign aid: the Pergau Dam affair. London, Routledge. [7]
- Lankester, T. (2005). International Aid Experience, prospects and the moral case. Cultura. 2, 131-153. [8]
- Lankester, T. (2004). 'Asian drama': the pursuit of modernisation in India and Indonesia. Asian Affairs : Journal of the Royal Central Asian Society. 35, 291-304. [9]
- Lankester, T. (1993). Twenty five years of development: a perspective from the Overseas development administration. Norwich, University of East Anglia. School of Development Studies.[10]

## 参照
1. 1 2  “Birthday's today”.   The Telegraph (2011年4月15日). 2014年4月14日閲覧。 “Sir Tim Lankester, President of Corpus Christi College, Oxford, 2001–09, 69”
2. ↑  http://www.ccc.ox.ac.uk/News/a/Corpus-Elects-New-President/archive/1/
3. ↑  http://www.lshtm.ac.uk/aboutus/governance/councilmembertrustees.pdf
4. ↑  http://cirs.georgetown.edu/328988.html
5. ↑  http://www.timeshighereducation.co.uk/96025.article
6. ↑  http://www.soas.ac.uk/about/fellows/lankestert/
7. ↑  http://www.worldcat.org/oclc/767569351
8. ↑  http://www.worldcat.org/oclc/5145753412
9. ↑  http://www.worldcat.org/oclc/773804178
10. ↑  http://www.worldcat.org/oclc/239744561

| 学職              | 学職                                        | 学職                       |
| ----------------- | ------------------------------------------- | -------------------------- |
| 先代 Keith Thomas | en:Corpus Christi College, Oxford 2001-2009 | 次代 en:Richard Carwardine |